# Bāvekī
Bāvekī (persiska: باوِكئ اَمير بَختيار, باركی, باوكی, باوَكئ اَمير بَختيار, باوُكی, Bāvekī-ye Amīr Bakhtīār) är en ort i Iran.   Den ligger i provinsen Lorestan, i den centrala delen av landet, 300 km sydväst om huvudstaden Teheran. Bāvekī ligger 2 102 meter över havet och antalet invånare är 350.
Terrängen runt Bāvekī är huvudsakligen kuperad, men åt sydväst är den bergig. Runt Bāvekī är det ganska glesbefolkat, med 48 invånare per kvadratkilometer. Närmaste större samhälle är Aznā, 16,9 km sydost om Bāvekī. Trakten runt Bāvekī består i huvudsak av gräsmarker.